# Pseudapis tobiasi
Pseudapis tobiasi är en biart som beskrevs av Astafurova 2004. Pseudapis tobiasi ingår i släktet Pseudapis och familjen vägbin. Inga underarter finns listade i Catalogue of Life.